# Julie Andrews
Dame Julie Elizabeth Andrews, nascuda Julia Elizabeth Wells, DBE (Walton-on-Thames, Surrey, Anglaterra, 1 d'octubre de 1935) és una cantautora i actriu de teatre i cinema anglesa. Ha estat guardonada amb el Globus d'Or i els Premis Emmy, Grammy, BAFTA, People's Choice, Theatre World, Screen Actors Guild i Oscar. Andrews va ser una actriu i cantant infantil que va debutar a Broadway el 1954 amb The Boy Friend, i que va saltar a l'estrellat en musicals com My Fair Lady i Camelot; i al cinema en pel·lícules com Mary Poppins (1964) i Somriures i llàgrimes (1965), els papers pels que és més coneguda. La seva veu de soprano arribava a quatre octaves, fins que li va ser malmesa en una operació de laringe el 1998.
Andrews va tenir un revival a la seva carrera als 2000, en pel·lícules familiars com The Princess Diaries (2001), i la seva seqüela The Princess Diaries 2: Royal Engagement (2004); així com la saga d'animació Shrek (2004-2007). El 2003 revisità el seu primer èxit de Broadway al dirigir The Boy Friend al Bay Street Theatre, Sag Harbor, New York.
Julie Andrews també és una autora de llibres infantils, i el 2008 va publicar una autobiografia, Home: A Memoir of My Early Years.

## Biografia
Andrews va néixer Julia Elizabeth Wells l'1 d'octubre de 1935 a Walton-on-Thames, Surrey, Anglaterra. La seva mare, Barbara Wells (nascuda Morris), estava casada amb Edward C. "Ted" Wells, un professor, però Julie va ser concebuda de resultes d'un afer de la seva mare amb un amic de la família.
Amb l'esclat de la Segona Guerra Mundial, Barbara i Ted Wells se separaren. Ted Wells ajudà a evacuar nens a Surrey durant el Blitz, mentre que Barbara s'uní a Ted Andrews per entretenir les tropes mitjançant l'Associació Nacional de Serveis d'Entreteniment (Entertainments National Service Association – ENSA). Barbara i Ted Wells es divorciaren aviat, i ambdós es tornaren a casar (Barbara amb Ted Andrews el 1939).
El pare d'Andrews pagà les lliçons de música per a la seva filla, primer al Cone-Ripman School, una escola independent d'art a Londres, i després amb la soprano Lilian Stiles-Allen, qui exerciria una gran influència en ella.

### Inicis de la carrera
Des de 1945, Andrews actuà un parell d'anys amb els seus pares, tot i que havia d'enfilar-se a una caixa per arribar al micròfon i cantar mentre que la seva mare tocava el piano.
Andrews va fer el gran pas quan el seu padrastre la va presentar a Val Parnell, propietari del Moss Empires, que controlava diversos llocs prominents a Londres. El 22 d'octubre de 1947 Julie Andrews va fer el seu debut professional al London Hippodrome, cantant la difícil ària "Je Suis Titania" de Mignon, com a part d'una revista musical anomenada "Starlight Roof". Va treballar al Hippodrome durant un any.
L'1 de novembre de 1948, Andrews va ser la intèrpret d'un solo més jove la Royal Command Variety Performance, al London Palladium, on actuà amb Danny Kaye, els Nicholas Brothers i l'equip de comediants George and Bert Bernard pels membres de la família del Rei Jordi VI.
Andrews seguí als seus pares a la ràdio i a la televisió. Va debutar a la televisió al programa de la BBC RadiOlympia Showtime el 8 d'octubre de 1949. Va tenir una fama considerable per tot el Regne Unit pel seu treball per a la comèdia radiofònica de la BBC Educating Archie, sent membre del repartiment des de 1950 a 1952.
Andrews va actuar al London Casino del West End, on durant un any interpretà a la Princesa Balroulbadour a Aladdin i l'ou a Humpty Dumpty. També va realitzar diverses gires pel Regne Unit a Jack and the Beanstalk i Little Red Riding Hood, i protagonitzant Cinderella.

### 1954 – 1962
El 30 de setembre de 1954, el dia abans de fer 19 anys, Julie Andrews va debutar a Broadway interpretant a "Polly Browne" al musical The Boy Friend, que havia gaudit d'un gran èxit a Londres. Segons els crítics, Andrews era la intèrpret més destacada de l'espectacle. El novembre de 1955, Andrews va signar per treballar amb en el que és vist com la seva primera pel·lícula a la televisió High Tor.
Andrews va fer proves per treballar al musical Pipe Dream, de Richard Rodgers. Encara que Rodgers la volia per a Pipe Dream, li aconsellà que prengués part en el musical My Fair Lady, de Frederick Loewe i Alan Jay Lerner, si li arribava l'ocasió. El 1956, va aparèixer a My Fair Lady com a "Eliza Doolittle", al costat de Rex Harrison com "Henry Higgins". Rodgers va quedar tan impressionat pel talent d'Andrews que, mentre treballava a My Fair Lady, li oferí treballar al musical per a la televisió Cinderella. Cinderella va ser emès per la CBS el 31 de març de 1957, sota la direcció musical d'Alfredo Antonini, i va tenir una audiència estimada de telespectadors.
El 10 de maig de 1959 Andrews va casar-se amb l'escenògraf Tony Walton a Weybridge, Surrey. S'havien conegut el 1948 quan Andrews treballava al London Casino a l'espectacle Humpty Dumpty. La unió va acabar en divorci el 14 de novembre de 1967.
Entre 1958 i 1962 va aparèixer en programes televisius especials com The Fabulous Fifties (CBS) o The Broadway of Lerner & Loewe (NBC). També va aparèixer com a convidada especial a programes com The Ed Sullivan Show, The Dinah Shore Chevy Show, What's My Line?, The Jack Benny Program, The Bell Telephone Hour, o The Garry Moore Show. Al juny de 1962, Andrews co-protagonitzà juntament amb Carol Burnett un especial de la CBS enregistrat al Carnegie Hall de Nova York.
El 1960, Lerner i Loewe la van tornar a contractar per a un nou musical d'època, Camelot, on interpretaria a la Reina Ginebra, amb Richard Burton com el Rei Artús i el debutant Robert Goulet com a Lancelot. Mentrestant, Jack Warner decidí que Andrews encara no tenia prou nom per protagonitzar la versió cinematogràfica de My Fair Lady, i Eliza va ser finalment interpretada per la ja consagrada Audrey Hepburn (tot i que aquesta hauria de ser doblada a les cançons, peça clau de l'obra). Segons Warner, la decisió va ser senzilla. Al meu negoci haig de saber qui porta gent i els seus diners a la taquilla d'un cinema. Audrey Hepburn no ha tingut mai un fracàs financer.

### 1963 – 1967
Andrews protagonitzà la pel·lícula de Disney Mary Poppins. Walt Disney havia vist una actuació de Camelot i pensà que Andrews seria perfecte pel paper d'una mainadera britànica que és pràcticament perfecta en tot!. Andrews declinà l'oferiment en un inici a causa del seu embaràs, però Disney insistí educadament, dient-li que l'esperarien. Andrews i el seu marit van tornar al Regne Unit al setembre de 1962 per esperar el naixement d'Emma Katherine Walton, que va néixer a Londres dos mesos després. Andrews i la seva família van tornar als Estats Units el 1963 i començà la pel·lícula.
Com a resultat de la seva actuació a Mary Poppins, Andrews va guanyar l'Oscar a la millor actriu de 1964 i el Globus d'Or a la millor actriu musical o còmica de 1965. Ella i els seus companys de Mary Poppins també van guanyar el Premi Grammy al Millor Disc Infantil de 1965. Com a dolça revenja, en el seu discurs d'acceptació del Globus d'Or va dir "I, finalment, vull donar el meu agraïment a un home que va fer una pel·lícula meravellosa, i que va ser qui, en primer lloc, va fer que tot això fos possible, el Sr. Jack Warner."
El 1964 va aparèixer amb James Garner a The Americanization of Emily (1964), la qual Andrews senyala com la seva pel·lícula favorita. El 1966, Andrews va guanyar el seu segon Globus d'Or i va ser nominada per a l'Oscar a Millor Actriu de 1965 pel seu paper de Maria von Trapp a Somriures i llàgrimes.
Després de completar Somriures i llàgrimes, Andrews va aparèixer com a estrella convidada a la sèrie de varietats de la NBC The Andy Williams Show, amb la qual guanyà una nominació a l'Emmy. A aquesta aparició seguí The Julie Andrews Show, amb Gene Kelly i The New Christy Minstrels com a convidats, sent emès per la NBC al novembre de 1965 i que guanyà un Premi Emmy especial.
El 1966, Andrews protagonitzà amb Paul Newman el thriller de Hitchcock Cortina esquinçada. A finals de 1967, Andrews havia aparegut en l'especial televisiu Cinderella; al major musical de Broadway d'aquell temps, My Fair Lady, l'enregistrament de la banda sonora del qual era un gran èxit; al major èxit de tota història de Disseny, Mary Poppins; a l'èxit a les taquilles de 1966 Hawaii; als dos majors èxits de la Universal, Millie, una noia moderna i Cortina esquinçada; i al major èxit de tota la història de la 20th Century Fox i un dels majors èxits de tots els temps, Somriures i llàgrimes.

### 1968 – 2001
Andrews va aparèixer a Star! (1968), un biòpic de Gertrude Lawrence; i a Darling Lili (1970), amb Rock Hudson i dirigida per Blake Edwards, amb qui s'havia casat el 1969. A la dècada de 1970 només faria dues pel·lícules més: The Tamarind Seed i 10.
Andrews continuà treballant per a la televisió. El 1969 va treballar amb el cantant Harry Belafonte a un especial de la NBC, An Evening with Julie Andrews and Harry Belafonte. El 1971 va ser la convidada de l'Especial de la Gran Inauguració del Walt Disney World i, el mateix any, ella i van protagonitzar un especial per la CBS, Julie and Carol At Lincoln Center.
El 1972-73, Andrews protagonitzà el seu propi programa de varietats, The Julie Andrews Hour, a l'ABC. Tot i guanyar fins a 7 Premis Emmy va ser cancel·lat després d'una única temporada. Entre 1973 i 1975, Andrews continuà treballant amb la ABC protagonitzant diversos especials de varietats. El 1977 va ser estrella convidada a The Muppet Show. Posteriorment tornaria a treballar amb els Muppets a un especial de la CBS, Julie Andrews: One Step Into Spring, que va ser emès al març de 1978.
El 1981 aparegué a la pel·lícula de Blake Edwards S.O.B., pel·lícula que li donà molta popularitat al mostrar els pits en una escena (escena que hagués estat inimaginable als inicis de la seva carrera.). El 1983 va ser escollida Dona de l'Any Hasty Pudding per la societat teatral de la Universitat Harvard. Els papers de Victoria Grant i del comte Victor Grezhinski a la pel·lícula (1983) li va atorgar un nou Globus d'Or a la millor actriu musical o còmica (1983), així com una nova nominació a l'Oscar a la millor actriu.
Al desembre de 1987, Andrews protagonitzà un especial per a la ABC que guanyà 5 Emmys, Julie Andrews: The Sound Of Christmas. Dos anys després es reuniria per tercera vegada amb Carol Burnet per a un nou especial nadalenc de varietats. El 1991 va fer el seu primer dramàtic televisiu, Our Sons, co-protagonitzat per Ann-Margret.
L'estiu de 1992 va protagonitzar la seva primera sitcom, Julie, emesa per l'ABC i co-protagonitzada per James Farentino. Al desembre de 1992 presentà l'especial nadalenc de la NBC, Christmas In Washington.
El 1993 protagonitzà al Manhattan Theatre Club l'estrena americana d'un treball de Stephen Sondheim, Putting It Together, durant una temporada curta. Entre 1994 i 1995 Andrews enregistrà dos àlbums en solitari, el primer dedicat a Richard Rodgers i el segon a Alan Jay Lerner. El 1995 tornà a Broadway després de 35 anys per protagonitzar la versió escènica de Victor/Victoria. Estrenada al Marquis Theatre de Broadway el 25 d'octubre de 1995, va estar-se fins al juliol de 1997 en cartell. Quan ella va rebre l'única nominació al Premi Tony de tota la producció, va declinar-la dient que no podia acceptar-la, ja que sentia que tota la producció havia estat deixada de banda.
El 1997 va haver de deixar l'espectacle, a causa d'uns problemes vocals. Posteriorment se li van haver d'extraure uns nòduls del coll, que van deixar-la incapaç de cantar. El 1999 presentà una demanda contra els metges de l'Hospital Mount Sinai de Nova York per mala praxis. En un inici, els metges li havien assegurat que recuperaria la seva veu en 6 setmanes, però la fillastra d'Andrews, Jennifer Edwards, va dir el 1999 "han passat dos anys, i la seva veu encara no ha tornat"
Aquell mateix any, protagonitzà amb James Garner una tele-movie, One Special Night, emesa per la CBS al novembre de 1999.
Als Honors de Cap d'Any del 2000 va ser nomenada Dama Comandant de l'Orde de l'Imperi Britànic (DBE). El 2002 va aparèixer al n. 59 de la llista del programa de la BBC "100 Greatest Britons", de votació popular.
El 2001, Andrews va rebre el. El mateix any es tornaria a reunir amb Christopher Plummer, amb qui havia protagonitzat Somriures i llàgrimes per un revival televisiu de On Golden Pond.

### 2001 – present
El 2001, Andrews va aparèixer a The Princess Diaries, la primera pel·lícula que feia a Disney des de Mary Poppins el 1964. La protagonitzà interpretant a la Reina Clarisse Marie Renaldi, paper que tornaria a interpretar en una seqüela, The Princess Diaries 2: Royal Engagement (2004). A The Princess Diaries 2, Andrews cantà a una pel·lícula per primera vegada des de la seva operació. La cançó, "Your Crowning Glory", estava limitada a una octava per ajustar-se a la veu d'Andrews. El supervisor musical de la pel·lícula, Dawn Soler, va dir que Andrews havia clavat la cançó en la primera presa. Vaig mirar al voltant i vaig veure llàgrimes als ulls. Aquell any va ser honorada pel Kennedy Center.
Andrews tornà a treballar a Disney, apareixent en dues pel·lícules per a la televisió el 2003 com a Nanny, en una adaptació televisiva dels Eloise books, una sèrie de llibres infantils de Kay Thompson sobre un nen que viu a l'Hotel Plaza de Nova York. El mateix any debutà com a directora teatral, dirigint un revival de The Boy Friend, el musical amb què ella havia debutat a Broadway el 1954.
El 2004, Andrews doblà la veu de la Reina Lillian a Shrek 2 (2004), reprenent el paper a una nova seqüela de la sèrie, Shrek the Third (2007). També el 2007, faria de narradora a Enchanted, una comèdia musical de Disney que si bé feia broma també homenatjava pel·lícules clàssiques de Disney, com Mary Poppins.
El gener del 2007, va ser honorada amb el Premi als Èxits de Tota una Vida als Premis del Screen Actors Guild, on declarà que entre els seus objectius estan seguir dirigint pel teatre i, potser, produir el seu propi musical a Broadway. L'1 d'abril del 2008 publicà, que definí com la primera part de la seva autobiografia, on narra els seus inicis al circuit britànic de music hall i acaba el 1962 quan guanyà el paper de Mary Poppins.
Entre juliol i agost de 2008 presentà Julie Andrews' The Gift of Music, on cantà diverses cançons de Rodgers i Hammerstein. Va ser la primera vegada que cantava en públic en 12 anys, a causa del fracàs de la cirurgia en les seves cordes vocals.

## Carrera

### Cinema
| Any  | Títol                                               | Paper                                      | Notes |
| ---- | --------------------------------------------------- | ------------------------------------------ | --- |
| 1949 | La Rosa di Bagdad                                   | Princess Zeila                             | Veu |
| 1964 | Mary Poppins                                        | Mary Poppins                               | Oscar a la millor actriu Globus d'Or a la millor actriu musical o còmica BAFTA a la millor nova promesa Grammy a la millor gravació infantil |
| 1964 | The Americanization of Emily                        | Emily Barham                               | Nominada − BAFTA a la millor actriu britànica                                                                                                |
| 1965 | Salzburg Sight and Sound                            | Ella mateixa                               | |
| 1965 | Somriures i llàgrimes (The Sound of Music)          | Maria                                      | Globus d'Or a la millor actriu musical o còmica Nominada − Oscar a la millor actriu Nominada − BAFTA a la millor actriu britànica            |
| 1966 | Cortina esquinçada (Torn Curtain)                   | Dr. Sarah Louise Sherman                   | |
| 1966 | Hawaii                                              | Jerusha Bromley                            | |
| 1967 | Think Twentieth                                     | Ella mateixa                               | Curtmetratge |
| 1967 | Millie, una noia moderna (Thoroughly Modern Millie) | Millie Dillmount                           | Nominada − Globus d'Or a la millor actriu musical o còmica                                                                                   |
| 1968 | Star!                                               | Gertrude Lawrence                          | Nominada − Globus d'Or a la millor actriu musical o còmica                                                                                   |
| 1970 | Darling Lili                                        | Lili Smith (Schmidt)                       | Nominada − Globus d'Or a la millor actriu musical o còmica                                                                                   |
| 1971 | The Moviemakers                                     | Ella mateixa (sense aparèixer als crèdits) | Curtmetratge |
| 1972 | Julie                                               | Ella mateixa                               | Documental |
| 1974 | The Tamarind Seed                                   | Judith Farrow                              | |
| 1979 | 10                                                  | Samantha Taylor                            | Nominada − Globus d'Or a la millor actriu musical o còmica                                                                                   |
| 1980 | Little Miss Marker                                  | Amanda                                     | |
| 1981 | S.O.B.                                              | Sally Miles                                | |
| 1982 | Victor Victoria                                     | Victor/Victoria                            | Globus d'Or a la millor actriu musical o còmica Nominada − Oscar a la millor actriu                                                          |
| 1982 | Trail of the Pink Panther                           | Charwoman                                  | Sense aparéixer als crèdits |
| 1983 | The Man Who Loved Women                             | Marianna                                   | |
| 1986 | Així és la vida                                     | Gillian Fairchild                          | Nominada − Globus d'Or a la millor actriu musical o còmica                                                                                   |
| 1986 | Duet for One                                        | Stephanie Anderson                         | Nominada − Globus d'Or a la millor actriu dramàtica                                                                                          |
| 1991 | A Fine Romance                                      | Mrs. Pamela Piquet                         | Cin cin (títol estatunidenc) |
| 2000 | Gent amb classe (Relative Values)                   | Felicity Marshwood                         | |
| 2001 | The Princess Diaries                                | Reina Clarisse Renaldi                     | |
| 2002 | Unconditional Love                                  | Ella mateixa                               | Interpretant: Getting to Know You |
| 2004 | Shrek 2                                             | Reina Lillian                              | Veu |
| 2004 | The Princess Diaries 2: Royal Engagement            | Reina Clarisse Renaldi                     | |
| 2007 | Shrek the Third                                     | Reina Lillian                              | Veu |
| 2007 | Enchanted                                           | Narradora                                  | Veu |
| 2010 | Tooth Fairy                                         | Lili                                       | |
| 2010 | Shrek Forever After                                 | Reina Lillian                              | Veu |
| 2010 | Despicable Me                                       | Marlena                                    | Veu |

### Teatre
| Any  | Títol               | Paper           | Notes                                                            |
| ---- | ------------------- | --------------- | ---------------------------------------------------------------- |
| 1954 | The Boy Friend      | Polly           |                                                                  |
| 1956 | My Fair Lady        | Eliza Doolittle | Nominada − Tony a Millor Actriu de Musical                       |
| 1961 | Camelot             | Reina Ginebra   | Nominada − Tony a Millor Actriu de Musical                       |
| 1993 | Putting It Together | Amy             |                                                                  |
| 1995 | Victor/Victoria     | Victor/Victoria | Nominada − Tony a Millor Actriu de Musical (nominació declinada) |

### Televisió
| Any       | Títol                                                              | Paper                  | Notes                                                                           |
| --------- | ------------------------------------------------------------------ | ---------------------- | ------------------------------------------------------------------------------- |
| 1956      | Ford Star Jubilee                                                  | Lise                   | High Tor                                                                        |
| 1962      | Julie and Carol at Carnegie Hall                                   | Ella mateixa           |                                                                                 |
| 1965      | The Julie Andrews Show                                             | Host                   | Nominada − Globus d'Or a la millor actriu de televisió musical o còmica         |
| 1969      | A World in Music                                                   | Ella mateixa           | An Evening with Julie Andrews and Harry Belafonte                               |
| 1971      | Julie and Carol at Lincoln Center                                  | Ella mateixa           | Nominada − Primetime Emmy al millor programa musical o de varietats             |
| 1972–1973 | The Julie Andrews Hour                                             | Host                   | Primetime Emmy a la millor sèrie musical                                        |
| 1973      | Julie on Sesame Street                                             | Ella mateixa           |                                                                                 |
| 1974      | Julie and Dick at Covent Garden                                    | Ella mateixa           |                                                                                 |
| 1974      | Julie and Jackie: How Sweet It Is                                  | Ella mateixa           |                                                                                 |
| 1975      | Julie: My Favorite Things                                          | Ella mateixa           |                                                                                 |
| 1978      | Julie Andrews: One Step Into Spring                                | Ella mateixa – host    |                                                                                 |
| 1987      | Julie Andrews: The Sound of Christmas                              | Ella mateixa           |                                                                                 |
| 1989      | Julie & Carol: Together Again                                      | Ella mateixa           |                                                                                 |
| 1990      | Julie Andrews in Concert                                           | Ella mateixa           |                                                                                 |
| 1991      | Our Sons                                                           | Audrey Grant           | aka Too Little, Too Late                                                        |
| 1992      | Julie                                                              | Julie Carlisle         | Sèrie cancel·lada després de 3 mesos                                            |
| 1993      | Sound of Orchestra                                                 |                        |                                                                                 |
| 1995      | The Sound of Julie Andrews                                         | Presentadora           | Nominada − Primetime Emmy a la millor actriu secundària en minisèrie o telefilm |
| 1999      | One Special Night                                                  | Catherine              |                                                                                 |
| 2001      | On Golden Pond                                                     | Ethel Thayer           |                                                                                 |
|           | Thomas and Friends                                                 | Old Slow Coach         | veu                                                                             |
| 2003      | Eloise at the Plaza                                                | Nanny                  |                                                                                 |
| 2003      | Eloise at Christmastime                                            | Nanny                  | Nominada − Primetime Emmy a la millor actriu secundària en minisèrie o telefilm |
| 2004      | Broadway: The American Musical                                     | Ella mateixa/Narradora | Primetime Emmy al millor documental o sèrie de no ficció                        |
| 2009      | Great Performances: "From Vienna: The New Year's Celebration 2009" | Ella mateixa           | Narradora / Presentadora, succeint Walter Cronkite                              |

## Llibres publicats
Andrews ha publicat diversos llibres amb el seu nom i els pseudònims de Julie Andrews Edwards i Julie Edwards.
- Andrews, Julie. Home: A Memoir of My Early Years (2008) Hyperion ISBN 0786865652
- Edwards, Julie Andrews (Author) and Johanna Westerman (Illustrator). Mandy. HarperTrophy 1989. ISBN 0064402967.
- Edwards, Julie. The Last of the Really Great Whangdoodles. New York: Harper and Row. 1974. ISBN 000184461X.
- Edwards, Julie Andrews. Little Bo: The Story of Bonnie Boadicea. Hyperion, 1999. ISBN 0-7868-0514-5. (several others in this series.)
- Edwards, Julie Andrews and Emma Walton Hamilton. Dumpy the Dumptruck. Hyperion, 2000. ISBN 0-7868-0609-5. (several others in the Dumpy series.)
- Edwards, Julie Andrews and Emma Walton Hamilton, (Authors). Guennadi Spirin (il·lustrador). Simeon's Gift. 2003. ISBN 0-06-008914-8.
- Edwards, Julie Andrews and Emma Walton Hamilton. Dragon: Hound of Honor. HarperTrophy, 2005. ISBN 0-06-057121-7.
- Edwards, Julie Andrews and Emma Walton Hamilton (Authors) and Tony Walton (Illustrator). The Great American Mousical. HarperTrophy, 2006. ISBN 0-06-057918-8.
- Edwards, Julie Andrews and Emma Walton Hamilton. Thanks to You: Wisdom from Mother and Child. Julie Andrews Collection, 2007. ISBN 0061240028.